# Инес де Кастро
Инес де Кастро (1325-1355.) била је галицијска племкиња, најпознатија као љубавница и постхумно призната супруга португалског краља Педра I Португалског. Драматичне околности њене везе са Педром (у то време принца Португалије), коју је забранио његов отац краљ Афонсо, њено убиство по Афонсовом наређењу, Педрова крвава освета њеним убицама и легенда о њеном постхумном крунисању, учинили су Инес де Кастро честим предметом уметности, музике, књижевности и поезије кроз векове.

## Биографија
Инес је била ћерка Педра Фернандеса де Кастра, господара Лемоса и Сарије, и његове португалске љубавнице Алдонсе Лоренсо де Валадарес. Њена породица је потицала и од галицијског и португалског племства. Такође је била добро повезана са краљевском породицом из Кастиље. Њена маћеха била је Беатрис од Португала, најмлађа ћерка Афонса од Португала, господара Порталегреа и Виоланте Мануел. Њена бака је била Виоланте Санчез де Кастиља, дама од Узеро, ванбрачна ћерка Санча IV од Кастиље. Њен пра-прадеда био је Родриго Алфонсо де Леон, господар Алигера, ванбрачни син Алфонса IX од Леона. 
Инес је дошла у Португал 1340. године као дворска дама Констансе Мануел, недавно удате за Педра, наследника португалског престола. Принц се заљубио у њу и почео да занемарује своју закониту жену, угрожавајући ионако слабе односе са Кастиљом. Педрова љубав према Инес је довела прогнано кастиљско племство веома близу власти, а њена браћа су постала принчеви пријатељи и саветници од поверења. Португалски краљ Афонсо IX, Педров отац, није волео њен утицај на његовог сина и чекао је да њихова веза спласне. 
Констанс од Кастиље је умрла 1349. године. Афонсо IX је неколико пута покушавао да уреди поновну женидбу свог сина, али је Педро то одбио па је његов отац протерао Инес са двора 1344. Након неколико покушаја да раздвоји љубавнике, Афонсо је наредио Инесину смрт. Перо Коељо, Алваро Гонсалвес и Диого Лопес Пачеко отишли су у манастир Санта Клара у Коимбри, где је Инес у то време живела, и убили је, обезглавивши је пред њеном малом децом.
Педро је постао краљ Португала 1357. године. Потом је потражио њене убице, које су отишле у изгнанство у Кастиљу, и успео да ухвати Коеља и Гонсалвеса 1361. године. Он их је јавно погубио тако што им је ишчупао срца, тврдећи да га нису имали након што су разбили његово срце. Такође је изјавио да се тајно оженио Инес, иако је његова реч била једини доказ тог брака. Током кризе краљевског наслеђа у Португалу 1383–85, Жоао дас Реграс је изнео доказе који су наводно утврдили да је папа Иноћентије VI одбио Педров захтев да призна његов брак са Инес и да легитимише своју децу од ње, чији је старији Жоао, војвода од Валенсија имао јаке потенцијалне претензије на португалски трон. Негирајући легитимитет ове деце, Жоао дас Реграс је помогао да на трон, након Педра, преузме Жоао I од Португалије.
Неки извори кажу да је након што је Педро постао краљ Португала, дао ексхумирати Инесино тело из њеног гроба и натерао цео двор да се закуне на верност својој новој краљици: „Краљ [Педро] је учинио да се тело његове вољене Инес извуче из гроба, и постављена на престо, украшена дијадемом и царским одеждама, и захтевао од свег племства краљевства да приступи и пољуби руб њене хаљине, одајући јој кад је умрла, оно поштовање које није примила у животу..."  Неки савремени извори карактеришу причу о њеном постмортем крунисању као „легенду“ и највероватније је то мит, пошто се прича појавила тек 1577. године у драми Херонима Бермудеза. Касније је сахрањена у манастиру Алкобаса, где се и данас може видети њена гробница, насупрот Педровој, тако да, према легенди, на Страшном суду Педро и Инес могу да се погледају док устају из својих гробова. Међутим, у почетку су њихове гробнице биле распоређене једна поред друге, да би тек вековима након њихове смрти биле постављене једна наспрам друге. Обе гробнице су изврсно извајане са сценама из њихових живота и Педровим обећањем да ће бити заједно até ao fim do mundo (до краја света).
Инес де Кастро и Педро I Португалски имали су децу, коју је Педро признао 19. марта 1361. године:
1. Афонсо, умро је убрзо након рођења.
2. Жоао, војвода од Валенсије, претендент на престо током кризе 1383–85.
3. Денис Португалски, господар од Сифуентеса, претендент на трон током кризе 1383–1385.
4. Беатрис Португалска, удала се за Санча Алфонса, првог грофа од Албуркеркија и стога је била прабака Фердинанда II од Арагона, а тиме и предак свих шпанских монарха.

## Галерија
- Крунисање Инес де Кастро 1361, сликара Пјера Шарла Комтеа
- Инес де Кастро са својом децом код Афонса IV, краља Португала, тражи помиловање за свог мужа Педра. Насликала Ужени Сервиер
- Убиство Инес де Кастро. Насликао Колумбано Бордало Пињеро